# Comuna Papowo Biskupie
Gmina Papowo Biskupie este o comună (în poloneză: gmina) rurală în powiat Chełmno, voievodatul Cuiavia și Pomerania, Polonia.
Comuna acoperă o suprafață de 70,44 km² și are, potrivit datelor din anul 2006, o populație de 4.369.